# Kanda Takahira

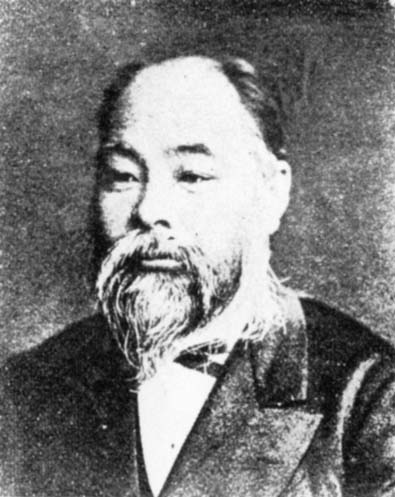
Kanda Takahira

Kanda Takahira (japanisch 神田 孝平, ab 1898 Baron; geboren 31. Oktober 1830 im Dorf Iwade, Kreis Fuwa, Provinz Mino; gestorben 5. Juli 1898) war ein japanischer Gelehrter der „Westlichen Wissenschaft“ in der späten Tokugawa-Zeit, Denker der Aufklärung und Politiker.

## Leben und Wirken
Kanda Takahira wurde als Sohn von Kanda Men’aki (神田 孟明) geboren. Sein Vorname war zunächst Menkyo (孟恪), dann Kōhei. Mit 17 verließ er seine Heimat und studierte Sinologie und die Lehre des Konfuzius in Kyōto und Edo. Er kehrte für einige Zeit in seine Heimat zurück, ging dann wieder  nach Edo, als Perry kam, und studierte „Niederländische Wissenschaft“ (Rangaku) bei Sugita Seikei, bei Itō Gemboku in dessen Schule „Shōsen-dō“ (象先堂), in Tezuka Ritsuzōs (手塚 律蔵; 1822–1878) Yūshin-dō (又新堂) und an anderen Orten. 1862, im Alter von 33 Jahren, wurde Kanda in Edo Lehrer an Bansho-Shirabesho und leitete dort das gerade etablierte Fach Westliche Mathematik. Danach wurde er zum Professor an (Kaiseisho) und wurde dann Direktor der Einrichtung.
Nach der Meiji-Restauration wurde Kanda im September 1868 Mitglied der neuen Regierung und übernahm die Aufgabe des Gerichtssekretärs. Danach arbeitete er als Kontrolleur der Schatzmeisterbehörde, machte eine Ausbildung zum Verwalter der Wohnheime, wurde Stellvertretender Vorsitzender der ersten parlamentarischen Einrichtung, des Kōgisho, Leitender Sekretär der Universität, arbeitete im Außenministerium und war an anderen Stellen tätig.
Ab 1871 wurde Kanda mit der Einrichtung der Präfektur Hyōgo beauftragt. Er wurde 1876 Mitglied des Senats (Genrōin) und arbeitete hart daran, den Grundstein für die Präfekturregierung Hyōgo zu legen. 1877 wurde er höherer Mitarbeiter der Kulturabteilung, dann wieder Mitglied des Genrōin und Richter am Obersten Gericht. 1890 wurde er Mitglied des Herrenhauses (Kizokuin) im ersten Reichstag, schied aber schon im nächsten Jahr aus.
Kanda verfasste keine Bücher, aber Übersetzungen, Vorschläge, Reformmeinungen usw. sind überliefert. Er war in vielen Bereichen aktiv, darunter in der politischen Vereinigung Meirokusha und im „Tōkyō Gakushi-kaiin“ (東京学士会院), der Vorläufereinrichtung der heutigen Akademie der Wissenschaften. Er war Präsident der „Mathematischen Gesellschaft Tokio“ (東京数学会社 Tōkyō sūgaku kaisha, englisch Tokyo Mathematics Society) und der erste Vorsitzende der „Anthropologischen Gesellschaft Tokio“ (東京人類学会 Tōkyō jinrui gakkai, englisch Tokyo Anthropological Society of Japan). Er hat die Grundsteuerreform und das parlamentarische System beeinflusst und ist als institutioneller Experte bekannt, der ein reiches Wissen der westlichen politischen und sozialen Systeme besaß, das er seit den letzten Jahren der Edo-Zeit gesammelt hatte, wie z. B. Westliche Mathematik.